# Theodoxus
Theodoxus — род брюхоногих моллюсков семейства нерит (лат. Neritidae), мелких водяных улиток с жаберной крышкой, часть которых обитает в пресной воде, а часть — как в пресной, так и в солоноватой воде.

## Внешний вид
Представители рода являются относительно небольшими; раковины часто имеют размер менее 1 см. На правой стороне мантии расположена полость, анус и половые отверстия (у женских особей). Щупальца относительно короткие и заостренные.
Виды рода Theodoxus сильно различаются по размеру, цветовому рисунку периостракума, деталям жаберной крышки и радулы, и все эти факторы могут сделать идентификацию на уровне видов очень сложной задачей.

## Образ жизни
Животные живут в озёрах и реках, порой под камнями на глубинах 5–6 м и глубже, питаясь водорослями. Некоторые виды обитают в солоноватых водах.

## Питание
Являются травоядными, поедая зелёные и диатомовые водоросли. Theodoxus нуждается в шероховатой поверхности, чтобы иметь возможность переваривать пищу, поэтому необходим каменистый субстрат. У Theodoxus нет целлюлаз.

## Размножение
Как и все представители семейства, особи видов рода являются разнополыми. После оплодотворения самки откладывают яйца в форме небольших капсул, которые обычно достигают 1,2 мм в диаметре. Кладка прикрепляется к субстрату (например, к камням) или раковинам сородичей или других улиток. В яйцевой капсуле, содержится 30-70 яиц в каждой, однако развивается только одна особь, остальные яйца служат пищей. 

## Классификация
Род был описан как подсемейство Theodoxinae Bandel, 2001, однако был понижен в справочнике Буше и Рокруа. Точная систематика до сих пор не определена. Некоторыми авторами Theodoxus делится на два подрода:
- подрод Theodoxus (Theodoxus) Montfort, 1810
  - Theodoxus baeticus (Lamarck, 1822)
  - Theodoxus brauneri Lindholm, 1908
  - Theodoxus cariosa Wood, 1828
  - Theodoxus corona (Linnaeus, 1758)
  - Theodoxus danubialis (Pfeiffer, 1828) — включает 3 подвида
  - Theodoxus elongatus (Morelet, 1845)
  - Theodoxus euxinus Clessin, 1885
  - Theodoxus fluviatilis (Linnaeus, 1758)
  - Theodoxus hispalensis von Martens, 1879
  - Theodoxus jordani Sowerby, 1836
  - Theodoxus karasuna Mousson, 1874
  - Theodoxus meridionalis (Philippi, 1836)
  - Theodoxus mutinensis (Ancona, 1869)
  - Theodoxus neglectus Pease, 1861
  - Theodoxus olivaceus Récluz, 1842
  - Theodoxus pallasi Lindholm, 1924
  - Theodoxus prevostianus (Pfeiffer, 1828)
  - Theodoxus retropictus von Martens, 1879
  - Theodoxus saulcyi (Bourguignat, 1852)
  - Theodoxus transversalis (Pfeiffer, 1828)
  - Theodoxus valentinus (Graells, 1846)
  - Theodoxus velascoi (Graells, 1846)
  - Theodoxus velox Anistratenko, 1999
  - Theodoxus vespertinus Sowerby, 1849
- подрод Theodoxus (Neritaea) Roth, 1855
  - Theodoxus anatolicus Récluz, 1841
  - Theodoxus subterrelictus Schütt, 1963
  - Theodoxus varius (Menke, 1828)